# Futsal Club Boujaafar
 (février 2025).
Si vous disposez d'ouvrages ou d'articles de référence ou si vous connaissez des sites web de qualité traitant du thème abordé ici, merci de compléter l'article en donnant les références utiles à sa vérifiabilité et en les liant à la section « Notes et références ».
Le Futsal Club Boujaafar est un club tunisien de futsal basé à Sousse.

## Palmarès
- Championnat de Tunisie :
  - Champion : 2007, 2008, 2014, 2017
- Coupe de Tunisie :
  - Vainqueur : 2012, 2013, 2017[source insuffisante][1]
  - Finaliste : 2010